# Modern Ruin
Modern Ruin es el segundo álbum de estudio de la banda británica de punk rock Frank Carter & the Rattlesnakes, publicado en enero a través de International Death Cult.

## Lista de canciones
| N.º | Título             | Duración |  |
| 1.  | «Bluebelle»        | 1:00     |  |
| 2.  | «Lullaby»          | 3:14     |  |
| 3.  | «Snake Eyes»       | 4:17     |  |
| 4.  | «Vampires»         | 3:20     |  |
| 5.  | «Wild Flowers»     | 3:04     |  |
| 6.  | «Acid Veins»       | 3:56     |  |
| 7.  | «God Is My Friend» | 3:07     |  |
| 8.  | «Jackals»          | 0:55     |  |
| 9.  | «Thunder»          | 3:39     |  |
| 10. | «Real Life»        | 3:30     |  |
| 11. | «Modern Ruin»      | 3:20     |  |
| 12. | «Neon Rust»        | 5:11     |  |

## Personal
- Frank Carter – voz
- Dean Richardson – guitarra
- Tom 'Tank' Barclay – bajo
- Gareth Grover – batería

## Listas de venta
| Lista (2017)                        | Posición más alta |
| ----------------------------------- | ----------------- |
| Bélgica (Ultratop flamenca)         | 108               |
| Escocia (Scottish Albums Chart)     | 10                |
| Reino Unido (UK Albums Chart)       | 7                 |
| Reino Unido (UK Independent Albums) | 1                 |